# Codonoblepharon forsteri
Codonoblepharon forsteri là một loài Rêu trong họ Orthotrichaceae. Loài này được (Dicks. ex With.) Goffinet mô tả khoa học đầu tiên năm 2004.